# Crash Bandicoot 2: N-Tranced
Crash Bandicoot 2: N-Tranced es un videojuego de plataformas de 2003 desarrollado por Vicarious Visions y publicado por Universal Interactive para Game Boy Advance. Es la secuela de Crash Bandicoot: The Huge Adventure y la octava entrega de la serie de videojuegos Crash Bandicoot. La historia del juego sigue a Crash Bandicoot mientras rescata a sus amigos con el cerebro lavado del Doctor Nefarious Tropy y su nuevo aliado N. Trance.
Crash Bandicoot 2: N-Tranced presenta niveles de desplazamiento lateral y secuencias de persecución casi en 3D, así como fases isométricas en las que el jugador debe desplazarse haciendo rodar una esfera metálica. También dispone de modos multijugador a través del Game Link Cable. El juego fue recibido positivamente por la crítica, que alabó la variedad de niveles y la presentación, pero criticó la falta de innovación en comparación con las entradas anteriores y los líderes de la industria.

## Sistema de juego
Crash Bandicoot 2: N-Tranced es un videojuego de plataformas en 2D de desplazamiento lateral en el que el jugador controla a Crash Bandicoot, que debe rescatar a sus amigos con el cerebro lavado del Doctor Nefarious Tropy y N. Trance. Crash se desplaza por los niveles del juego corriendo, saltando, girando (un ataque similar a un tornado utilizado para derrotar a los enemigos y romper cajas), deslizándose (para pasar por debajo de los obstáculos o atacar) y golpeando con el cuerpo (para abrir cajas difíciles). Estos movimientos están disponibles desde el principio, con un nivel tutorial para enseñarlos. Dentro de cada nivel, el jugador guía a Crash para recoger Fruta Wumpa (100 para una vida extra), rompe cajas (para conseguir objetos, potenciadores o vidas), y alcanza el Cristal al final del nivel para avanzar. Al romper todas las cajas de un nivel, el jugador obtiene una gema limpia, mientras que en algunos niveles se esconden fragmentos de gemas de distintos colores. Si se recogen todos los fragmentos del mismo color, se desbloquea un nivel especial.
Las Reliquias pueden ganarse volviendo a entrar en un nivel en el que ya se ha recuperado el Cristal. Para obtener una Reliquia, el jugador debe iniciar el modo Contrarreloj y correr a través de un nivel en el tiempo preestablecido que se muestra antes de entrar en un nivel. Para iniciar una carrera Contrarreloj, el jugador debe entrar en un nivel y tocar el cronómetro flotante cerca del principio del nivel para activar el temporizador; si no se toca el cronómetro, el nivel puede jugarse regularmente. A continuación, el jugador debe recorrer el nivel lo más rápido posible. Repartidas por todo el nivel hay cajas amarillas con los números 1, 2 o 3 en ellas. Cuando se rompen estas cajas, el temporizador se congela durante el número de segundos indicado en la caja. Se pueden ganar Reliquias de Zafiro, Oro y Platino dependiendo del tiempo final del jugador.
A medida que el jugador progresa, Crash desbloquea movimientos mejorados al derrotar a los jefes, incluido un salto superalto para acceder a zonas elevadas, un giro más largo con capacidad de flotación temporal, un deslizamiento extendido más rápido para aplastar varias cajas o cubrir distancia, y un aumento de velocidad para moverse más rápido por tierra. Estas mejoras permiten acceder a zonas antes inaccesibles.
Algunas cajas proporcionan habilidades temporales, como la caja Copter, que otorga un paquete de helicóptero para planear por los niveles, y la caja Magic Carpet, que permite breves secuencias de disparos de desplazamiento horizontal. Otras cajas son las peligrosas cajas explosivas TNT y Nitro, las cajas Aku Aku, que protegen de los enemigos, y las cajas Checkpoint, en las que Crash puede reaparecer tras perder una vida.
La mayoría de los niveles del juego son de plataformas de desplazamiento lateral, se intercalan otros tipos de niveles. Algunos niveles tienen una presentación casi 3D e implican a Crash haciendo wakeboarding para escapar de un tiburón o a Coco Bandicoot volando por el espacio para escapar de una erupción solar. Otros niveles implican a Crunch Bandicoot rodando por entornos isométricos dentro de una esfera metálica llamada Esfera Atlas, destrozando cajas y evitando peligros y trampas. Los niveles se seleccionan en un mapa aéreo no lineal, con rutas que se desbloquean a medida que se recogen cristales. Muchos niveles incluyen plataformas ocultas que conducen a fases de bonificación.
Crash Bandicoot 2: N-Tranced incluye dos modos multijugador accesibles a través de dos cartuchos y un Game Link Cable. En el modo «Esfera de Atlas», que a su vez se divide en desafíos «Rey de la colina» y «Dominación», dos jugadores hacen rodar Esferas de Atlas para empujarse mutuamente hacia peligros o salientes. En el modo «Carrera de niveles», dos jugadores compiten a través de los niveles de un solo jugador contra un fantasma de su oponente, con el objetivo de conseguir el tiempo más rápido. Enlazar con Crash Bandicoot: The Huge Adventure desbloquea personajes y niveles adicionales para el multijugador.

## Trama
Tras el fracaso del anterior plan del Doctor Neo Cortex para encoger la Tierra, Uka Uka encarga al Doctor Nefasto Tropy que le ayude en la dominación universal. Tropy se asoma al futuro y ve a los Bandicoots junto a él. Creyendo que controlando a los Bandicoots acabará con su interferencia, recluta a N. Trance, un especialista en hipnotismo, para que secuestre a los Bandicoots y los ponga de su lado. Coco y Crunch Bandicoot son secuestrados y Crash es rescatado por los pelos por Aku Aku. Un extraño clon de Crash llamado Fake Crash acaba ocupando su lugar, pero ni Tropy ni Trance parecen darse cuenta, y Trance consigue hipnotizar a los Bandicoots para que cumplan sus órdenes. Crash y Aku Aku navegan por el hiperespacio y liberan a Coco y Crunch del control de N. Trance. Después de que Crash derrote al falso Crash, Tropy y Trance se dan cuenta de su error, pero les aseguran que los Bandicoots nunca encontrarán su escondite. A pesar de ello, Crash los encuentra y derrota a Trance y a Tropy tras una larga y ardua batalla. Los Bandicoots lo celebran con una foto que cumple la visión de Tropy, mientras que Uka Uka promete un verdadero adversario.

## Desarrollo y lanzamiento
Crash Bandicoot 2: N-Tranced fue desarrollado por Vicarious Visions y publicado por Universal Interactive, con Mike Meischeid de Vicarious Visions y Sean Krankel de Universal Interactive como productores. El juego fue diseñado por Chris Degnan, Tem Stellmach y Luis Barriga. El equipo de programación estuvo formado por Chris Pruett, Eric Caraszi, Nate Trost, Brian Sox y Viktor Kuzmin. Los gráficos fueron creados por Steve Derrick, Yin Zhang, Theodore Bialek y Christopher Winters. El audio fue creado por Shin'en Multimedia. Salió a la venta en Norteamérica el 7 de enero de 2003, y en Europa en marzo de 2003.

## Recepción
Según Metacritic, N-Tranced ha recibido críticas «generalmente positivas». Lisa Mason de Game Informer, Eduardo Zacarias de GameZone, y el personal de IGN consideraron el juego un juego de plataformas fiable y divertido que satisfaría a los fans de Crash con su pulida ejecución y variedad. Scott Alan Marriott de AllGame y Frank Provo de GameSpot afirman que la trepidante acción arcade y los extras del juego lo convierten en un sólido título para GBA. Sin embargo, Kristan Reed de Eurogamer, Avi Fryman de GameSpy y Justin Speer de Extended Play concluyeron que el juego carecía de la ambición de Mario o Sonic y no lograba impulsar el género. Reed añadió que era poco probable que ganara nuevos fanáticos debido a su enfoque formulista y a su elevado precio para el contenido ofrecido.
IGN elogió la recreación que hace el juego de la experiencia básica de Crash Bandicoot. La mezcla de plataformas de desplazamiento lateral, secuencias de persecución y niveles de la Esfera de Atlas (que se compararon con los de Marble Madness) se apreció por la variedad que aportaba, y las fases de la Esfera de Atlas se destacaron a menudo como un divertido y hábil entretenimiento, aunque Logan de Jeuxvideo.com opinó que eran algo largas. Reed destacó el combate contra el jefe Fake Crash por su ingenioso diseño, y Provo atribuyó a las fases de bonificación el mérito de añadir rejugabilidad.
Los críticos observaron una falta de innovación, determinando que el juego era un refrito de anteriores títulos de Crash y otros juegos de plataformas. Reed y Mark MacDonald de Electronic Gaming Monthly consideraron que los niveles de desplazamiento lateral eran repetitivos y carecían de variedad en su diseño básico. A algunos les pareció que la calidad de los modos no plataformeros era inconsistente. IGN, MacDonald y Fennec Fox de GamePro criticaron la física poco realista y poco pulida de los niveles de la Esfera de Atlas, y Fryman y MacDonald describieron como incómodos los segmentos de la alfombra mágica y los niveles del espacio exterior, respectivamente. Marriott y MacDonald comentaron la corta duración del juego, y Marriott consideró que los desafíos opcionales eran un intento de relleno.
La presentación se consideró un punto fuerte. Los efectos visuales fueron muy elogiados por sus colores vibrantes, animaciones fluidas y entornos detallados, que ponían a prueba las capacidades de la GBA. Provo y Speer se hicieron eco de este sentimiento a pesar de encontrar los gráficos menos limpios y artísticos que los de los juegos de plataformas de primer nivel. A Marriott le impresionaron especialmente las secuencias de wakeboarding por su sentido de la escala y sus efectos dinámicos. IGN y Logan, aunque tienen una opinión positiva sobre los gráficos, afirman que no suponen una mejora significativa respecto a los de The Huge Adventure. Zacarias e IGN elogiaron el audio, aunque IGN y Logan señalaron que la música puede volverse repetitiva. Mason y Provo consideraron que la música no era destacable.
Se dijo que la trama y los temas de los niveles carecían de cohesión y que los escenarios no formaban un todo unificado. Mason y Marriott describieron el juego como un juego sin trama discernible, mientras que Provo sugirió que el juego estaba menos cohesionado que sus competidores. Fryman y Mason consideraron que los saltos entre temas de niveles no relacionados eran imaginativos y entretenidos, aunque fortuitos.
Los críticos disfrutaron de los modos multijugador, especialmente de los desafíos competitivos de la Esfera de Atlas. Zacarias y Logan destacaron la conectividad con The Huge Adventure, que desbloquea niveles y personajes extra. Reed lamentó la necesidad de varios cartuchos, que limitaba la accesibilidad. Marriott encontró el modo Carrera de Niveles menos atractivo, y Fryman consideró que la falta de un radar en las batallas de la Esfera Atlas era un defecto menor.
Craig Harris de IGN nombró a Crash Bandicoot 2: N-Tranced juego del mes de enero de 2003 debido a la falta de lanzamientos importantes para GBA ese mes, ya que la mayoría de los juegos se lanzaron para la temporada navideña o se retrasaron hasta la primavera. A pesar de ello, elogió los méritos del juego, señalando que Vicarious Visions mejoró el diseño de The Huge Adventure con nuevas mecánicas y mejores diseños de niveles. Añadió que, aunque similar a su predecesor, el juego seguía siendo un sólido juego de plataformas, al que los niveles de la Esfera de Atlas añadían variedad.

### Manual
- Azeltine, Lauren (2003). «Crash Bandicoot 2: N-Tranced instruction booklet» (en inglés). Universal Interactive.